# سیارک ۱۰۴۹
سیارک ۱۰۴۹ (به انگلیسی: 1049 Gotho، نامگذاری:1925RB) هزار و چهل و نهمین سیارک کشف شده‌است که در ۱۴ سپتامبر ۱۹۲۵ و در هایدلبرگ کشف شد.
قدر مطلق سیارک برابر ۱۲٫۰۰ است.